# Robert D'Onston Stephenson
Robert D'Onston Stephenson, también identificado por los nombres Roslyn Donston Stephenson y Rosslyn D'O Stephenson, conforme algunas fuentes (20 de abril de 1841, Sculcoates (Hull) (Yorkshire) (Inglaterra) - 9 de octubre de 1916) fue un interno del hospital de Whitechapel que esporádicamente trabajaba de periodista y que también era practicante de magia negra. Resultó acusado por contemporáneos suyos, así como por escritores de tiempos más recientes, de haber sido el jamás capturado homicida múltiple victoriano conocido con el seudónimo de Jack el Destripador.

## Datos biográficos
Robert D'Onston Stephenson nació el 20 de abril de 1841 y, por ende, contaba con cuarenta y siete años al producirse la secuencia de asesinatos de 1888. Por aquella época entraba y salía con cada vez más asiduidad del Hospital de Londres sito en el distrito de Whitechapel, en donde lo trataban a causa de sus afecciones psiquiátricas. Más que un enajenado mental, el sujeto era un excéntrico, un alcohólico, y un charlatán. Pretendía haber tenido un pasado brillante en el ejército de Garibaldi, llevando a cabo hazañas y logrando grados militares y condecoraciones. Asimismo, adujo que luego de su experiencia castrense se dedicó con sumo éxito a las prácticas esotéricas.
Todas estas pretensiones resultan por demás discutibles, aunque era indudable que su poder de persuasión fue muy grande, al punto de que logró ganar fama de ser experto en ocultismo y magia negra. Varios de sus artículos sobre estos temas fueron publicados en revistas y periódicos británicos, y solía firmar sus trabajos utilizando el seudónimo de “Tautriadelta” (“Cruz de tres triángulos”).
Su bella y juvenil amante Mabel Collins y una aristocrática socia, la baronesa Vittoria Cremers, lo mantenían económicamente, lo mimaban, y lo consideraban una persona de dotes excepcionales. Por lo menos lo tuvieron como un ser extraordinario hasta cuando comenzó a tornarse patente que desvariaba, dado que pretendía, alternativamente, conocer la identidad de Jack el Destripador, o bien insinuaba que él mismo era ese criminal.
D'Onston estuvo obsesionado con los sangrientos desmanes de Whitechapel y con obtener la recompensa económica ofrecida a quienes aportasen información eficaz para aprehender al feroz ejecutor. Esta obsesión lo volvió sospechoso de ser el culpable, puesto que a veces, para presumir y conferirse un siniestro aire de misterio, se vanaglorió de serlo.
Incluso llegó a denunciar a uno sus médicos tratantes, el cirujano Morgan Davies, asegurando que éste era el victimario del East End londinense. Su acusación resultó desechada por la policía la cual, sin embargo, se mostró benévola con el denunciante, pues entendieron que aquel hombre tan sólo constituía un extravagante inofensivo. Tampoco le dieron crédito a la denuncia que un ocasional socio suyo, llamado George March, efectuó proponiendo que D'Onston era el tan buscado asesino de prostitutas.

## Sospechas y acusaciones
Varios contemporáneos de este individuo recelaron que pudiera haber sido Jack el Destripador. Como ya se refirió, incluso llegó a ser acusado directamente ante la policía. Cuando Robert D'Onston formuló su absurda denuncia policial contra su médico, lo hizo en compañía de otro excéntrico sujeto –el antes mencionado George March– quien se daba aires de detective aficionado. Tan persuadido estaba este dúo que iban a cobrar la remuneración ofrecida, que suscribieron entre ellos un contrato de “sociedad de investigadores” muy detallado, donde preveían la forma en que se dividirían las ganancias producto de tal recompensa.
Lo cierto fue que su socio terminó traicionándolo, y lo denunció frente a las autoridades asegurando que D'Onston era Jack el Destripador. Esta nueva denuncia fue desestimada por la policía, pues también aquí el acusador aparecía desacreditado, y lo tomaron a broma.
Pero Robert D'Onston contó con otros acusadores más serios, pese a que tampoco a estos nadie les creyó.
Por ejemplo, William Thomas Stead, reputado escritor y director del periódico Pall Mall Gazette, que editó artículos escritos por D'Onston sobre magia negra y temas místicos, llegó a conocerlo bastante bien, y sospechó que su periodista realmente era el infame asesino de prostitutas de 1888.
En cuanto a autores que modernamente lo postularon para ocupar la identidad de Jack the Ripper, cabe destacar a Melvin Harris. Este escritor dedicó una trilogía de libros en los cuales desarrolló su hipótesis, y a sus estudios se debe la mayor parte de la información que se posee acerca de este personaje.
Más recientemente otro escritor, Ivor Edwards, también planteó que Robert D'Onston fue el criminal, y que sus homicidios se inspiraron en un ceremonial diabólico basado en la configuración de los lugares donde fueron hallados los cadáveres de las víctimas.
La teoría expuesta por Ivor Edwards tiene su remoto origen en artículos periodísticos escritos por el célebre espiritista Alesteir Crowley, quien fue partidario de que el satanismo estuvo detrás de aquellos asesinatos, y de que Rosslyn Donston configuraba el candidato más probable de haberlos cometido.
Por cierto, tales conjeturas no devienen contempladas seriamente por los especialistas en la historia de estos crímenes victorianos.
Como ejemplo de tal escepticismo, vale la pena citar el parecer al respecto de los ripperólogos Colin Wilson y Robin Odell :

« Stephenson era una mezcla de fabulador y estafador, y es probable que la mayoría de los detalles biográficos que presenta sean una mera fantasía. El doctor D`Onston Stephenson no era más que el ordinario Rosslyn Donston Stephenson, hijo de un hombre que trabajaba en un molino. El nombramiento del ejército probablemente era real, puesto que poseía el porte de un soldado, pero es más verosímil que hubiera ascendido empezando como soldado raso. Aparte de eso, diríase que Stephenson no era más que un hombre sin éxito, un tejedor de fantasías. » 